# 1156

## Догађаји
- Пролеће – Рене од Шатијона, принц Антиохије, склапа савез са Торосом II (Великим), владаром јерменске Киликије. Он напада Кипар и спроводи велику пљачку Византијског острва. Крсташи и јерменске снаге марширају горе-доле по острву пљачкајући и уништавајући сваку зграду, цркву и манастир, као и продавнице и приватне куће. Усеви се спаљују; стада се окупљају – заједно са свим становништвом – и терају до обале. Масакр траје око три недеље; на основу гласина о византијској флоти на помолу, Рене наређује укрцавање. Крсташки бродови су натоварени пленом, а сваки Кипранин је приморан да се откупи.
- Фебруар – Доменико Морозини, дужд Венеције (Дистрикт Морозини), умире након 8-годишње владавине. Наследио га је Витале II Михаило као владар Венеције.
- 28. мај – Краљ Вилијам I (Лоши) искрцава се са сицилијанским експедиционим снагама у Апулији. Побеђује византијску војску код Бриндизија и поново осваја Бари.
- 9. јун – Цар Фридрих I (Барбароса) жени се Беатрисом I, ћерком Реџиналда III, додајући Бургундију Светом римском царству.
- 18. јун – Папа Хадријан IV постиже споразум и потписује Беневентски уговор. Признаје врховну власт Вилијама I као владара Сицилије и Италије.
- 17. септембар – Фридрих I проглашава маркгрофовију Аустрију војводством и даје династији Бабенберг посебне привилегије (Privilegium Minus).
- Јуриј Долгоруки, велики кијевски кнез, оснива и утврђује град Москву и подиже дрвени Кремљ унутар насеља.
- 25. децембар – Краљ Сверкер I Старији је убијен на путу до цркве. Наследио га је његов ривал, Ерик IX (Свети), као владар Шведске.
- Независни град-држава Сфакс се побунио против норманске окупације. Алмохадске снаге освајају град и масакрирају хришћанске грађане.
- 28. јул – У Јапану је избила побуна Хогена, спор између цара Го-Ширакаве и његовог полубрата, пензионисаног цара Сутокуа.

## Смрти
- Бланка од Наваре, краљица Кастиље

- Месуд I
- Андре де Монбар

- Сверкер Старији

- Википедија:Непознат датум — Свети Нифонт - хришћански светитељ и епископ Новгородски.